# Raditya Dika
Raditya Dika, właśc. Dika Angkasaputra Moerwani (ur. 28 grudnia 1984 w Dżakarcie) – indonezyjski pisarz, komik, aktor i osobowość internetowa.

## Życiorys
W wieku 21 lat wydał swoją pierwszą powieść pt. Kambing Jantan: Sebuah Catatan Harian Pelajar Bodoh, która spotkała się z zainteresowaniem młodzieży i została bestsellerem. W 2009 roku na podstawie książki powstał film. Autor wydał także książki Cinta Brontosaurus, Manusia Setengah Salmon i Marmut Merah Jambu, które również doczekały się adaptacji filmowej.
Stworzył serial komediowy Malam Minggu Miko, w którym także grał. Zasiadał w jury programów telewizyjnych Stand Up Comedy Indonesia (Kompas TV) i Stand Up Comedy Academy (Indosiar).
Jest także pierwszym indonezyjskim youtuberem, który zebrał ponad milion subskrypcji.

## Twórczość książkowa
- Kambing Jantan: Sebuah Catatan Harian pelajar Bodoh. Dżakarta: Gagas Media, 2005. ISBN 978-979-3600-69-7. Brak numerów stron w książce[3]
- Cinta Brontosaurus. Dżakarta: GagasMedia, 2005. ISBN 978-979-780-059-8. Brak numerów stron w książce[4]
- Radikus Makankakus: Bukan Binatang Biasa. Dżakarta: Gagas Media, 2007. ISBN 978-979-780-166-3. Brak numerów stron w książce[5]
- Babi Ngesot: Datang Tak Diundang, Pulang Tak Berkutang. Dżakarta: Gagas Media, 2008. ISBN 978-602-8066-10-5. Brak numerów stron w książce[6]
- Marmut Merah Jambu. Dżakarta: Bukuné, 2010. ISBN 978-602-8066-64-8. Brak numerów stron w książce[7]
- Manusia Setengah Salmon. Dżakarta: Gagas Media, 2011. ISBN 978-979-780-531-9. Brak numerów stron w książce[8]
- Koala Kumal. Dżakarta: Gagas Media, 2014. ISBN 978-979-780-769-6. Brak numerów stron w książce[9]

## Filmografia
- 2013: Cinta Brontosaurus
- 2013: Manusia Setengah Salmon
- 2014: Marmut Merah Jambu